# Список футбольных клубов Турции
Список футбольных клубов Турции — это список футбольных клубов, которые управляются Турецкой Футбольной Федерацией.

## Чемпионат Турции по футболу
| Футбольный клуб      | Дата создания       |
| Акхисар Беледиеспор  | 8 апреля 1970 год   |
| Аланьяспор           | 1948 год            |
| Антальяспор          | 1966 год            |
| Истанбул Башакшехир  | 15 июня 1990 года   |
| Бешикташ             | 4 марта 1903 года   |
| Бурсаспор            | 1963 год            |
| Фенербахче           | 3 мая 1907 года     |
| Галатасарай          | 1905 год            |
| Генчлербирлиги       | 14 марта 1923 года  |
| Гёзтепе              | 1925 год            |
| Кардемир Карабюкспор | 1969 год            |
| Касымпаша            | 1921 год            |
| Кайсериспор          | 1966 год            |
| Коньяспор            | 22 июня 1922 года   |
| Османлыспор          | 24 мая 1978 года    |
| Сивасспор            | 1967 год            |
| Трабзонспор          | 2 августа 1967 года |
| Ени Малатьяспор      | 1986 год            |

## Другие клубы

### Первая лига
| Футбольный клуб     | Дата создания        |
| Аданаспор           | 23 января 1954 года  |
| Адана Демирспор     | 28 декабря 1940 года |
| Алтынорду           | 26 января 1923 года  |
| Балыкэсирспор       | 6 июня 1966 года     |
| Болуспор            | 1960 год             |
| Эрзурумспор         | 2005 год             |
| Ризеспор            | 1953 год             |
| Денизлиспор         | 26 мая 1966 года     |
| Элазыгспор          | 1967 год             |
| Эскишехирспор       | 1965 год             |
| Газиантепспор       | 25 февраля 1969 года |
| Газишехир Газиантеп | 30 июня 1999 года    |
| Гиресунспор         | 1967 год             |
| Истанбулспор        | 1926 год             |
| Манисаспор          | 1931 год             |
| Анкарагючю          | 1910 год             |
| Самсунспор          | 1965 год             |
| Умранийеспор        | 1938 год             |

### Вторая лига
| Футбольный клуб          | Дата создания   | Футбольный клуб      | Дата создания |
| Красная группа           | Красная группа  | Белая группа         | Белая группа  |
| Афьйонспор               | 2013 год        | Алтай                | 1914 год      |
| Амед                     | 1990 год        | Анадолу Селчукспор   | 1955 год      |
| Бодрумспор               | 1931 год        | Бандырмаспор         | 1965 год      |
| Буджаспор                | 1928 год        | Бугсашспор           | 1984 год      |
| Этимесгут Беледийеспор   | 1990 год        | Фатих Карагомрюк     | 1926 год      |
| Эйупспор                 | 1919 год        | Фетийеспор           | 1933 год      |
| Хатайспор                | 1967 год        | Гюмюшханеспор        | 1984 год      |
| Инегёлспор               | 1954 год        | Хачеттепе            | 2001 год      |
| Кастамонуспор            | 1966 год        | Кахраманмарашспор    | 1969 год      |
| Кечиорянгучу             | 1945 (1988) год | Каршыйака            | 1912 год      |
| Кочаэли бирлик           | 1995 год        | Кырклаелиспор        | 1968 год      |
| Менемен Беледийеспор     | 1942 год        | Мерсин Идманюрду     | 1925 год      |
| Санджактепе Беледийеспор | 2008 год        | Назилли Беледийеспор | 1967 год      |
| Сарыйер                  | 1947 год        | Нихде Беледийеспор   | 1990 год      |
| Сивас Беледийеспор       | 1995 год        | Пендикспор           | 1950 год      |
| Шанлыурфаспор            | 1969 год        | Сакарьяспор          | 1965 год      |
| Токатспор                | 1969 год        | Силивриспор          | 1957 год      |
| Тузласпор                | 1954 год        | Зонгулдаг Комюрспор  | 1986 год      |